# 364 a. C.
El año 364 a. C. fue un año del calendario romano prejuliano. En el Imperio romano se conocía como el Año del Consulado de Pético y Calvo (o menos frecuentemente, año 390 Ab urbe condita).

## Acontecimientos

### China
- El astrónomo chino Gan De del estado de Qi supuestamente descubre la luna Ganimedes, perteneciente a Júpiter, y hace la observación más temprana que se conoce de una Mancha solar.

### Grecia
- Por el consejo de Epaminondas, líder militar de la ciudad, Tebas construye una flota de 100 trirremes para ayudar a combatir a Atenas. Tebas destruye a su rival beocio, Orcómeno.
- Filipo II de Macedonia, hermano del rey de Macedonia reinante, regresa a su tierra nativa después de haberlo retenido como un rehén en Tebas desde el año 369 a. C.
- El ejército de Tebas bajo su hombre de estado y general, Pelópidas, derrota a Alejandro de Feras en la Batalla de Cinoscéfalas en Tesalia, pero Pelópidas muere en la batalla. Como resultado de su pérdida de su batalla, Alejandro es compelido por Tebas a reconocer la libertad de las ciudades tesalias, para limitar su gobierno a Feras, y para unirse a la Liga Beocia.
- Los espartanos bajo Arquidamo III son derrotados por los arcadios en Cromno.
- Ifícrates, general ateniense, fracasa en su intento de recuperar Anfípolis. Retirándose a Tracia, Ifícrates lucha por su suegro, el rey tracio Cotis I, contra Atenas por la posesión del Quersoneso tracio. Cotis I resulta victorioso y controla toda la península del Quersoneso.
- Timofanes, junto con una serie de colegas, incluyendo su hermano Timoleón, toma posesión de la acrópolis de Corinto y Timofanes se hace dueño de la ciudad. Más tarde, Timoleón, después de protestas infructuosas, tácitamente se muestra conforme con sus colegas en matar a Timofanes por sus acciones.

## Fallecimientos
- Pelópidas, general tebano, responsable, junto con Epaminondas, de la edad de oro de Tebas.